# Anthophora fulvipes
Anthophora fulvipes är en biart som beskrevs av Eduard Friedrich Eversmann 1846. Anthophora fulvipes ingår i släktet pälsbin, och familjen långtungebin. Inga underarter finns listade i Catalogue of Life.